# Rokytnice nad Rokytnou
Pour les articles homonymes, voir Rokytnice.
Rokytnice nad Rokytnou (jusqu'en 1921 : Roketnice ; en allemand : Roketnitz) est un bourg (městys) du district de Třebíč, dans la région de Vysočina, en République tchèque. Sa population s'élevait à 837 habitants en 2020.

## Géographie
Rokytnice nad Rokytnou se trouve à 9 km à l'ouest-sud-ouest de Třebíč, à 28 km au sud-est de Jihlava et à 139 km au sud-est de Prague.
La commune est limitée par Chlístov et Markvartice au nord, par Stařeč et Mastník à l'est, par Kojetice au sud-est, par Čáslavice au sud et par Římov et Štěměchy à l'ouest.

## Histoire
La première mention écrite de la localité date de 1190.

## Transports
Par la route, Rokytnice nad Rokytnou se trouve à 10,3 km de Třebíč, à 29 km de Jihlava et à 159 km de Prague.